# الصحة في البرازيل
أُنشئت أسس النظام الصحي الموحد في الدستور البرازيلي لعام 1988، بموجب مبادئ العالمية والتكامل والإنصاف. البرازيل لديها نظام تشغيل وإدارة لامركزي، والمشاركة الاجتماعية موجودة على جميع المستويات الإدارية. النظام الصحي البرازيلي هو تركيبة معقدة يتشارك فيها القطاع العام والمؤسسات الصحية الخاصة والتأمينات الخاصة. منذ إنشاء النظام الصحي الموحد، تحسنت البرازيل بشكل كبير في العديد من المؤشرات الصحية، ولكن هناك الكثير الذي يتعين القيام به من أجل تحقيق التغطية الصحية الشاملة.
توصلت مبادرة قياس حقوق الإنسان إلى أن البرازيل تفعل 93.3٪ مما ينبغي أن يكون ممكنًا على مستوى دخلها من أجل الحق في الصحة.

## متوسط العمر المتوقع

تظور متوسط العمر المتوقع

ارتفع متوسط العمر المتوقع للسكان البرازيليين من 71.16 عامًا في عام 1998 إلى 76.76 عامًا في عام 2018، وفقًا للمعهد البرازيلي للجغرافيا والإحصاء. تشير البيانات إلى تقدم كبير مقارنة بـ 59.50 سنة في عام 1940.
تتوقع التوقعات الديموغرافية استمرار هذه العملية، وتقدر متوسط العمر المتوقع في البرازيل بحوالي 77.39 عامًا في عام 2020. وفقًا للمعهد البرازيلي للجغرافيا والإحصاء، ستحتاج البرازيل إلى بعض الوقت للحاق باليابان، وهونغ كونغ، وسويسرا، وآيسلندا، وأستراليا، وفرنسا، وإيطاليا، حيث يتجاوز متوسط العمر المتوقع 82 عامًا بالفعل. على الرغم من أن الأبحاث أظهرت أن البرازيل يمكنها تحقيق متوسط متوقع يبلغ حوالي 80.12 سنة بحلول عام 2030 و تجاوز 82 بحلول عام 2040 و 2050 سيكون أكثر من 85 عامًا.
أدى انخفاض معدل الوفيات في سن مبكرة وزيادة طول العمر، إلى جانب انخفاض الخصوبة والزيادة الشديدة في الأمراض المزمنة التنكسية، إلى حدوث عملية تحول ديموغرافي ووبائي سريع، وفرض أجندة جديدة للصحة العامة في مواجهة التعقيد من نمط المراضة الجديد.

## وفاة حديثي الولادة
في عام 2000، كان معدل الوفيات بين الأطفال الرضع من السكان الأصليين أكثر من ثلاثة أضعاف معدل الوفيات بين عامة السكان، مما يبرز أهمية السياسات الصحية المصممة لمعالجة التفاوتات في النتائج الصحية للشعوب الأصلية في البرازيل. يعتبر التطهير والتعليم ودخل الفرد من أهم العوامل التفسيرية لسوء صحة الطفل في البرازيل. علاوة على ذلك، فإن النتائج الإثنوغرافية لمعدلات وفيات الرضع في شمال شرق البرازيل ليست دقيقة لأن الحكومة تميل إلى التغاضي عن معدلات وفيات الأطفال في المناطق الريفية. تميل هذه القضايا إلى أن تكون غير دقيقة بسبب الكم الهائل من عدم الإبلاغ والأسئلة المتعلقة بالصلاحية الثقافية وسلامة سياق إحصاءات الوفيات هذه. ومع ذلك، يوجد حل لهذه المشكلة ويؤكد العلماء أن البيانات الثقافية عالية الجودة على المستوى المحلي يمكن أن تكون بمثابة طريقة بديلة ومناسبة لقياس وفيات الرضع في البرازيل بدقة. من أجل عدم التغاضي عن معدلات وفيات الرضع، يتم التأكيد أيضًا على أنه يجب التركيز على إثنوغرافيا التجربة، وهي رؤية تختزل في جوهر المعاناة الإنسانية لأنها تنبع من الحياة والتجارب اليومية.
يُظهر تقرير اليونيسف ارتفاع معدل بقاء الأطفال البرازيليين دون سن الخامسة على قيد الحياة. تقول اليونيسف إنه من بين 195 دولة تم تحليلها، تعد البرازيل من بين 25 دولة لديها أفضل تحسن في معدلات البقاء على قيد الحياة للأطفال دون سن الخامسة. ويظهر التقرير أن معدل وفيات الرضع في البرازيل للمواليد الأحياء في عام 2012 كان 14 لكل ألف. وبلغت معدلات وفيات الأطفال في سن سنة واحدة 18 في الألف، بانخفاض قدره 60٪. ومضت الدراسة لتظهر أن سوء التغذية بين الأطفال الذين تقل أعمارهم عن سنتين خلال الفترة ما بين 2000 و 2008 انخفض بنسبة 77٪. كان هناك أيضًا انخفاض كبير في عدد الأطفال في سن الدراسة الذين لم يلتحقوا بالمدرسة، حيث انخفض من 920.000 إلى 570.000 خلال نفس الفترة. وصفت كريستينا ألبوكيرك، منسقة برنامج بقاء وتنمية الأطفال في اليونيسف، الأرقام بأنها "نصر هائل" للبرازيل. وأضافت أنه فيما يتعلق بالسياسة العامة الهادفة إلى الحد من الفوارق الاجتماعية، أصبح برنامج علاوة الأسرة البرازيلي معياراً دولياً في مكافحة الفقر، والحد من الضعف وتحسين نوعية الحياة.

## السمنة

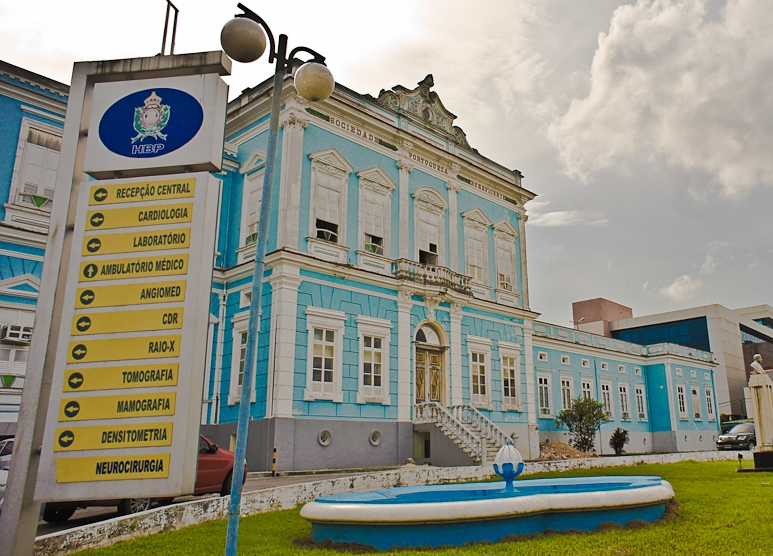
مستشفى بينيفيسنت البرتغالي، ماناوس، البرازيل

السمنة في البرازيل هي مصدر قلق صحي متزايد. 52.6 في المائة من الرجال و 44.7 في المائة من النساء في البرازيل يعانون من زيادة الوزن. 35٪ من البرازيليين يعانون من السمنة المفرطة في عام 2018. أصدرت الحكومة البرازيلية إرشادات التغذية في عام 2014 والتي جذبت انتباه خبراء الصحة العامة لبساطتها وموقفها الحاسم تجاه صناعة الأغذية.

## أنظر أيضاً
- الرعاية الصحية في البرازيل
- النظام الصحي الموحد
- التعليم في البرازيل